# Pico Alto
Pour les articles homonymes, voir Alto.
Le Pico Alto (« pic haut » en portugais) est, avec 587 mètres d'altitude, le point culminant de l'île de Santa Maria aux Açores.

## Histoire

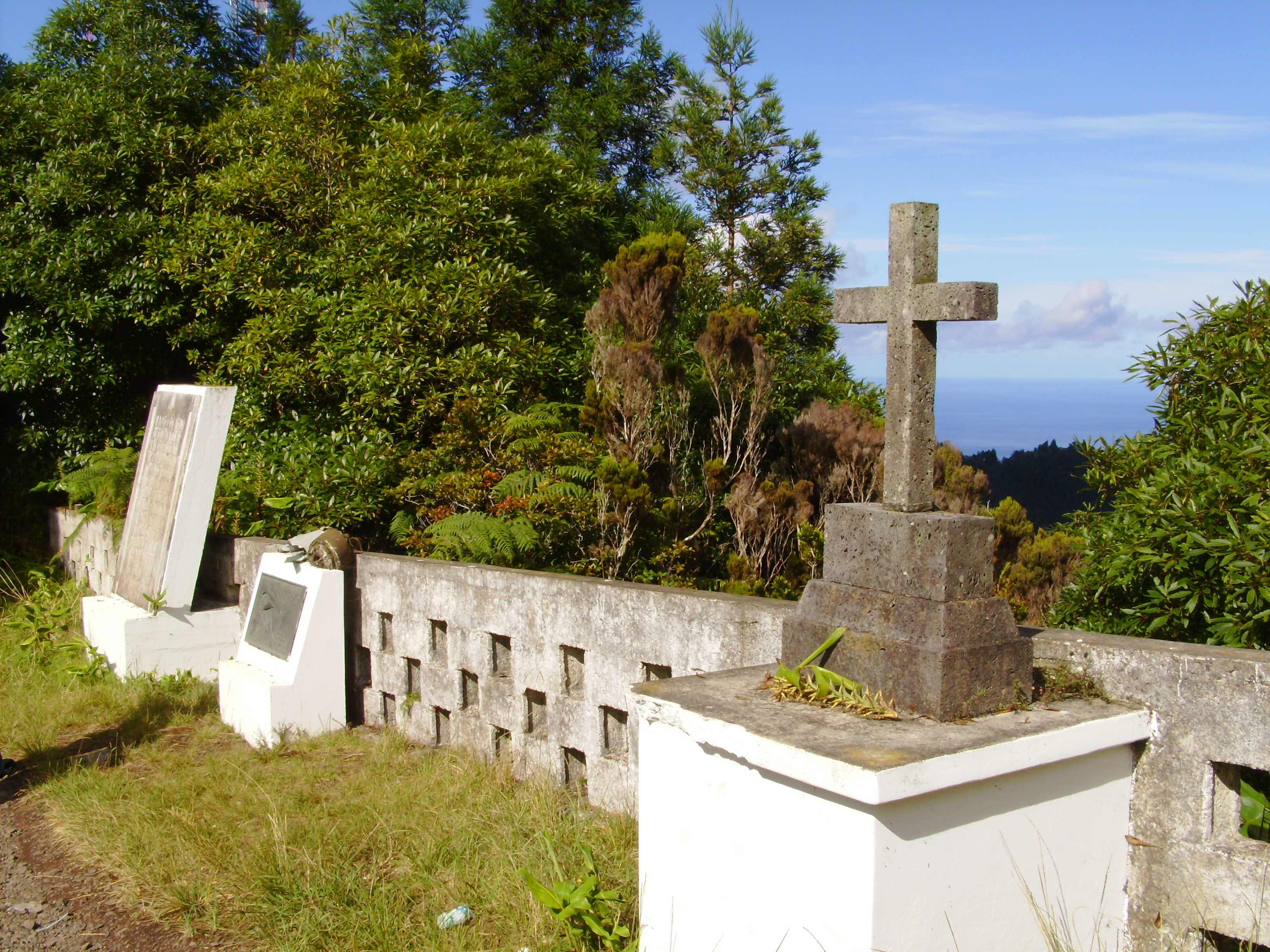
Mémorial en souvenir des victimes de l'accident.

Le 8 février 1989, un Boeing 707 effectuant le vol Independent Air 1851, un vol charter international, reliant Bergame en Italie, à Punta Cana en République dominicaine, s'écrase contre le Pico Alto, alors qu'il entamait son approche vers l'aéroport de Santa Maria pour une escale de ravitaillement en carburant. 
Les 137 passagers à bord, des touristes italiens ainsi que les 7 membres d'équipage périssent dans l'accident. Il s'agit de la pire catastrophe aérienne de l'histoire du Portugal.